# Gaston de Trannoy
Gaston baron de Trannoy (Schaarbeek, 18 oktober 1880 - Villers-la-Ville, 22 december 1960) was een Belgisch edelman, militair officier, olympisch atleet, sportbestuurder en gemeenteraadslid.

## Levensloop
Baron Gaston de Trannoy werd geboren als derde van vier zonen van Paul de Trannoy (1848-1890) en Savina de Knyff (1845-1907). Hij huwde op 9 september 1911 in Villers-la-Ville met Ghislaine Dumont de Chassart (Villers-la-Ville, 24 augustus 1888 - Etterbeek, 6 januari 1971), dochter van burgemeester en senator Auguste Dumont de Chassart en Alice Gilbert. Ze kregen drie kinderen: Geneviève, Sabine en Jacqueline. Een van zijn drie dochters huwde met Yves van Strydonck de Burkel, zoon van generaal Victor van Strydonck de Burkel en tevens olympisch atleet.
de Trannoy volgde een militaire loopbaan en promoveerde tot generaal.
Op de Olympische Zomerspelen van 1912 in Stockholm, Zweden nam hij deel aan vier proeven. Tijdens de Olympische Spelen van 1920 eindigde hij op Bouton d'Or zevende in de individuele dressuur. Tevens was hij deze spelen ook lid van het organisatiecomité voor de ruitersportdisciplines. Hij bleef jurylid op de spelen van 1924, 1928, 1936 en 1956.
Gaston de Trannoy was van 1932 tot 1954 voorzitter van de Koninklijke Belgische Ruitersportfederatie, van juni 1939 tot september 1957 lid van het Internationaal Olympisch Comité en van 1946 tot 1954 voorzitter van de Fédération Équestre Internationale. Hij was ook eerste ondervoorzitter van het Belgisch Olympisch en Interfederaal Comité.
Hij verkreeg in 1923 de persoonlijke titel van baron en was tevens gemeenteraadslid van Villers-la-Ville.